# Elevador do Lavra
Az Elevador do Lavra Lisszabon három siklóvasútja (a másik kettőː Elevador da Glória és Elevador da Bica) közül a legrégebbi. A pálya a Largo da Anunciadát köti össze a Rua Câmara Pestanával. A pályát másodikként, 1884-ben nyitották meg, tervezője Raul Mesnier de Ponsard portói mérnök volt. A város három siklóvasútja közül ez a legkevésbé felkapott, mivel nem turistalátványosságokat köt össze. Először víz-ellensúlyos rendszer, majd gőzgép működtette, 1915-ben pedig villamosították. A kocsik három perc alatt teszik meg a 188 méteres utat a meredek domboldalon, és 10-12 percenként indulnak. Egyenként 42 utast szállíthatnak.
, 